# Triei
Triei (sardinski: Trièi) je grad i općina (comune) u pokrajini Nuoru u regiji Sardiniji, Italija. Nalazi se na nadmorskoj visini od 140 metara i ima 1 110 stanovnika.
 Prostire se na 32,98 km². Gustoća naseljenosti je 34 st/km².
Susjedne općine su: Lotzorai, Talana i Urzulei.